# Védőfolyosó
A védőfolyosó vagy gyilokjáró a középkori várépítészetben a védőfalak koronáján végigfutó folyosó vagy egymástól lépcsőkkel eltagolt folyosórendszer, amelyen ostrom idején a vár védői közlekedtek, illetve biztosították a vár védelmét.

## Leírása
A várfal koronája jellemzően 8 méteres magasságban húzódott, minimális szélessége 1,6 méter körül alakult, de gyakran konzolok segítségével a vár belseje felé kiszélesítették, hogy ostrom idején megkönnyítsék a védőfalon való mozgást, a várvédelem gyors átcsoportosítását. Ritkán előfordult a védőfolyosó kifelé történő kiszélesítése is, ennek egyik tipikus példája a középkori budai vár nyugati oldala, ahol gyámkövek segítségével befelé és kifelé egyaránt 1,4-1,4 méterrel bővítették ki a védőfal síkjából ily módon kiugró homlokzatú gyilokjárót. Gyakorta a gyilokjárót nem magán a koronán, hanem a korona magasságában, a védőfal belső oldalán végigfutó egyszerű, ácsolt gerendafolyosóként alakították ki. Külső oldalát jellemzően 0,6 méter széles kőfalazatú és 2 méter magas védőpártázat, védőoromzat határolta, amelyen ferde síkokkal kiképzett, az ostromoldal felől nehezen hozzáférhető, felül nyitott kilövőnyílásokat, teljesen zárt és szűk lőréseket, szuroköntőket stb. alakítottak ki, így fokozva a vár védelmi erejét. A pártázat záradékának kialakítása lehetett egyenes vonalú, de gyakran csipkézett, fogazott, sőt íves tetejű védőoromzattal is találkozni. Rendszerint felül nyitott építmények voltak, de a védelmi erő fokozása érdekében nem volt ritka a gyilokjárók befedése sem.
Korabeli magyar elnevezései közül ismertek a párkány és sétáló kifejezések, maga a gyilokjáró pedig a német Mordgang tükörfordításával terjedt el.
- Rodosz középkori városfalának védőfolyosója
- A visegrádi Salamon-torony fa gyilokjárója
- Fedett gyilokjáró a szászhermányi erődtemplomban

## Az irodalomban
Passuth László Gyilokjáró című regénye 1973-ban jelent meg a Szépirodalmi Kiadónál, Császár István ugyanilyen címmel kiadott regénye pedig 1985-ben a Magvető Kiadó gondozásában a Rakéta Regénytár sorozatban.